# Carina Vogt
Carina Vogt (Schwäbisch Gmünd, 5 februari 1992) is een Duits schansspringster. Op 11 februari 2014 werd Vogt de eerste vrouwelijke schansspringster die een gouden medaille won op de Olympische Spelen.

## Carrière
Vogt debuteerde in januari 2012 in Hinterzarten in de Wereldbeker schansspringen, ze eindigde dat seizoen als 27e in het eindklassement. In het seizoen 2012/13 eindigde ze als 7e in het eindklassement en behaalde ze haar eerste podium met de derde plaats in de elfde WB-wedstrijd in Yamagata (Japan). In 2014 nam Vogt deel aan de Olympische Winterspelen in Sotsji, waar voor de eerste keer ook schansspringen voor vrouwen op het olympisch programma stond. Tot haar olympische deelname was haar beste resultaat vier keer een tweede plaats in het seizoen 2013/14, ook werd ze nog vier keer derde. Vogt werd echter olympisch kampioen, voor Daniela Iraschko-Stolz en Coline Mattel. Later dat seizoen eindigde Vogt tweede in het eindklassement van de Wereldbeker schansspringen 2013/2014.
In 2015 werd Vogt wereldkampioen tijdens de WK in Falun. Samen met Richard Freitag, Katharina Althaus en Severin Freund behaalde Vogt ook de wereldtitel voor gemengde landenteams.

## Resultaten

### Olympische Spelen
| Jaar | Plaats      | Resultaten |
| ---- | ----------- | ---------- |
| 2014 | Sotsji      | HS106      |
| 2018 | Pyeongchang | 5e HS106   |

### Wereldkampioenschappen
| Jaar | Plaats        | Resultaten                    |
| ---- | ------------- | ----------------------------- |
| 2013 | Val di Fiemme | 5e HS106 · HS106 gemengd team |
| 2015 | Falun         | HS100 · HS100 gemengd team    |
| 2017 | Lahti         | HS100 · HS100 gemengd team    |
| 2019 | Seefeld       | 10e HS109 · HS109 team        |

### Wereldbeker
Eindklasseringen
| Seizoen   | Algm   | RAW |
| --------- | ------ | --- |
| 2011/2012 | 27e    |     |
| 2012/2013 | 7e     |     |
| 2013/2014 | Zilver |     |
| 2014/2015 | Brons  |     |
| 2015/2016 | 11e    |     |
| 2016/2017 | 5e     |     |
| 2017/2018 | 6e     |     |
| 2018/2019 | 9e     | 14e |

Wereldbekerzeges
| Datum           | Plaats     | Schans |
| --------------- | ---------- | ------ |
| 18 januari 2015 | Zao        | HS100  |
| 1 februari 2015 | Hinzenbach | HS94   |

### Continentalcup
Eindklasseringen
| Seizoen   | Algm |
| --------- | ---- |
| 2006/2007 | 26e  |
| 2007/2008 | 18e  |
| 2008/2009 | 37e  |
| 2009/2010 | 8e   |
| 2010/2011 | 31e  |
| 2011/2012 | 66e  |

Continentalcupzeges
| Datum          | Plaats      | Schans |
| -------------- | ----------- | ------ |
| 2 januari 2010 | Baiersbronn | HS90   |